# Paige West
Paige West je etnoložka na Columbia University (Ph.D. Rutgers University).
Zabývá se vlivem těžby zlata, obchodu s kávou a křesťanství na život obyvatel Nové Guiney a domorodými zvyky při lovu.

## Vybrané publikace
- West, Paige. 2006. Conservation is our government now : the politics of ecology in Papua New Guinea. Durham : Duke University Press